# Frans Tuohimaa
Frans Tuohimaa (ur. 19 września 1991 w Helsinkach) – fiński hokeista, reprezentant Finlandii, olimpijczyk.
Hokeistami zostali także jego ojciec Pasi (ur. 1961), wujkowie Harri (ur. 1959) i Olli (ur. 1964) oraz bracia Aksel (ur. 1993) i Kustaa (ur. 1997).

## Kariera zawodnicza
- HIFK U16 (2006-2007)
- HIFK U18 (2007-2009)
- HIFK U20 (2008-2010)
  -  Suomi U20 (2009/2010)
- Jokerit U20 (2010-2012)
- Jokerit (2011-2013)
  -  Kiekko-Vantaa (2011-2013)
- HPK (2013-2014)
- Sport (2014)
- Oklahoma City Barons (2014)
- Bakersfield Condors (2014-2015)
- Leksands IF (2015-2016)
- SaiPa (2016-2019)
  -  Hokki (2016/2017)
- HIFK (2019-2021)
- Nieftiechimik Niżniekamsk (2021-2022)
- Jukurit (2022-)

Wychowanek klubu HIFK w rodzinnym mieście i grał wyłącznie w jego zespołach juniorskich do 2010. W tym roku przeszedł do innego stołecznego klubu, Jokeritu, w którego zespole seniorskim grał od 2012 przez dwa sezony. W tym okresie w NHL Entry Draft 2011 został wybrany przez kanadyjski klub Edmonton Oilers. W kwietniu 2013 ogłoszono jego transfer do HPK, a trzy dni potem kontrakt z Edmonton Oilers i jednoczesne wypożyczenie do HPK. W lutym 2014 został wypożyczony do Vaasan Sport. Pod koniec marca 2014 został przekazany do zespołu farmerskiego wobec Oilers, Oklahoma City Barons, w lidze AHL. W jego barwach zagrał łącznie cztery mecze (jeden w sezonie 2013/2014 i trzy w edycji 2014/2015). Poza tym bronił regularnie w drużynie Bakersfield Condors w sezonie 2014/2015 ligi ECHL. W maju 2015 został bramkarzem szwedzkiej ekipy Leksands IF z drugoligowych rozgrywek Allsvenskan. W 2016 przeszedł do fińskiego klubu SaiPa, gdzie rozegrał trzy kolejne sezony. W maju 2019 został zaangażowany przez macierzysty HIFK. W maju 2021 został zawodnikiem rosyjskiego klubu Nieftiechimik Niżniekamsk w rozgrywkach KHL. W marcu 2022 odszedł z klubu. W maju 2022 został bramkarzem Jukuritu.
W barwach reprezentacji Finlandii uczestniczył w turniejach zimowych igrzysk olimpijskich 2022, mistrzostw świata edycji 2022.

## Sukcesy
Reprezentacyjne
- Złoty medal zimowych igrzysk olimpijskich: 2022
- Złoty medal mistrzostw świata: 2022

Klubowe
- Złoty medal U16 SM-sarja: 2007 z HIFK U16
- Złoty medal U18 SM-sarja: 2009 z HIFK U18
- Srebrny medal U20 SM-liiga: 2010, 2012 z Jokeritem U20
- Brązowy medal mistrzostw Finlandii: 2012 z Jokeritem, 2021 z HIFK

Indywidualne
- Channel One Cup 2019: gol w meczu Finlandia - Szwecja (5:1, 14 grudnia 2019)[16]